# Filip Škobalj
Filip Škobalj (* 28. Juli 2002) ist ein serbischer Basketballspieler.

## Laufbahn
Škobalj, Sohn des Basketballtrainers Milan Škobalj, spielte für den schwedischen Idrottsklubben Eos Lund, im Sommer 2018 wechselte er zum deutschen Zweitligisten Rostock Seawolves, wo sein Vater das Traineramt übernommen hatte. Škobalj kam in der Herrenmannschaft der Mecklenburger zunächst zu Kurzeinsätzen, während er insbesondere in Rostocks zweiter Herrenmannschaft (2. Regionalliga) sowie in der U19-Jugendmannschaft Spielpraxis sammelte.
Zur Saison 2021/22 wechselte Škobalj in die Vereinigten Staaten an die University of Illinois Chicago.

### Nationalmannschaft
Mit Serbiens Jugendnationalmannschaft nahm er 2018 und 2019 an den U16- beziehungsweise U18-Europameisterschaften teil.